# Jaleyrac
Jaleyrac é uma comuna francesa na região administrativa de Auvérnia-Ródano-Alpes, no departamento de Cantal. Estende-se por uma área de 16,52 km². Em 2010 a comuna tinha 380 habitantes (densidade: 23 hab./km²).